# Kindje Jezus van Praag

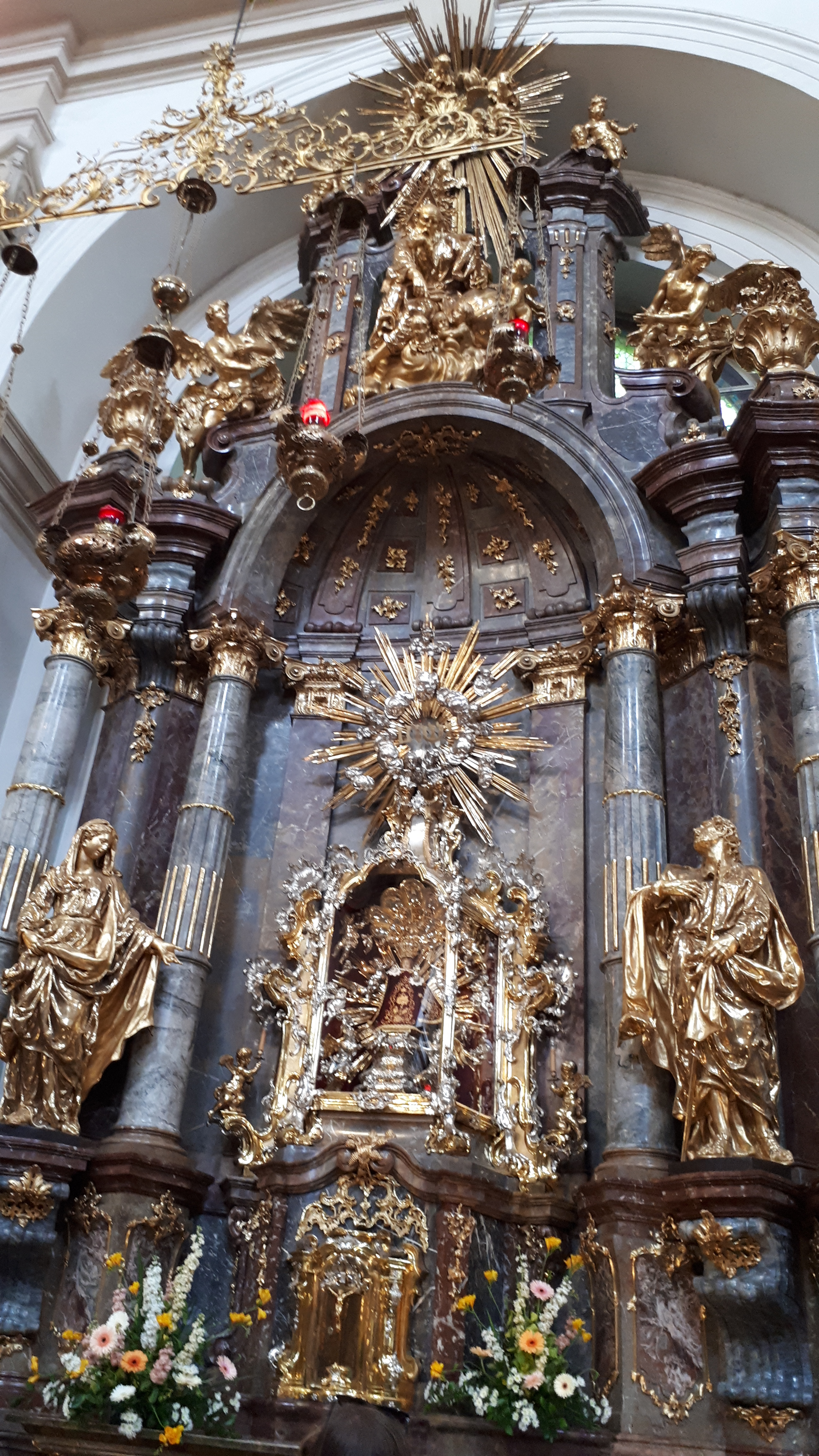
Altaar

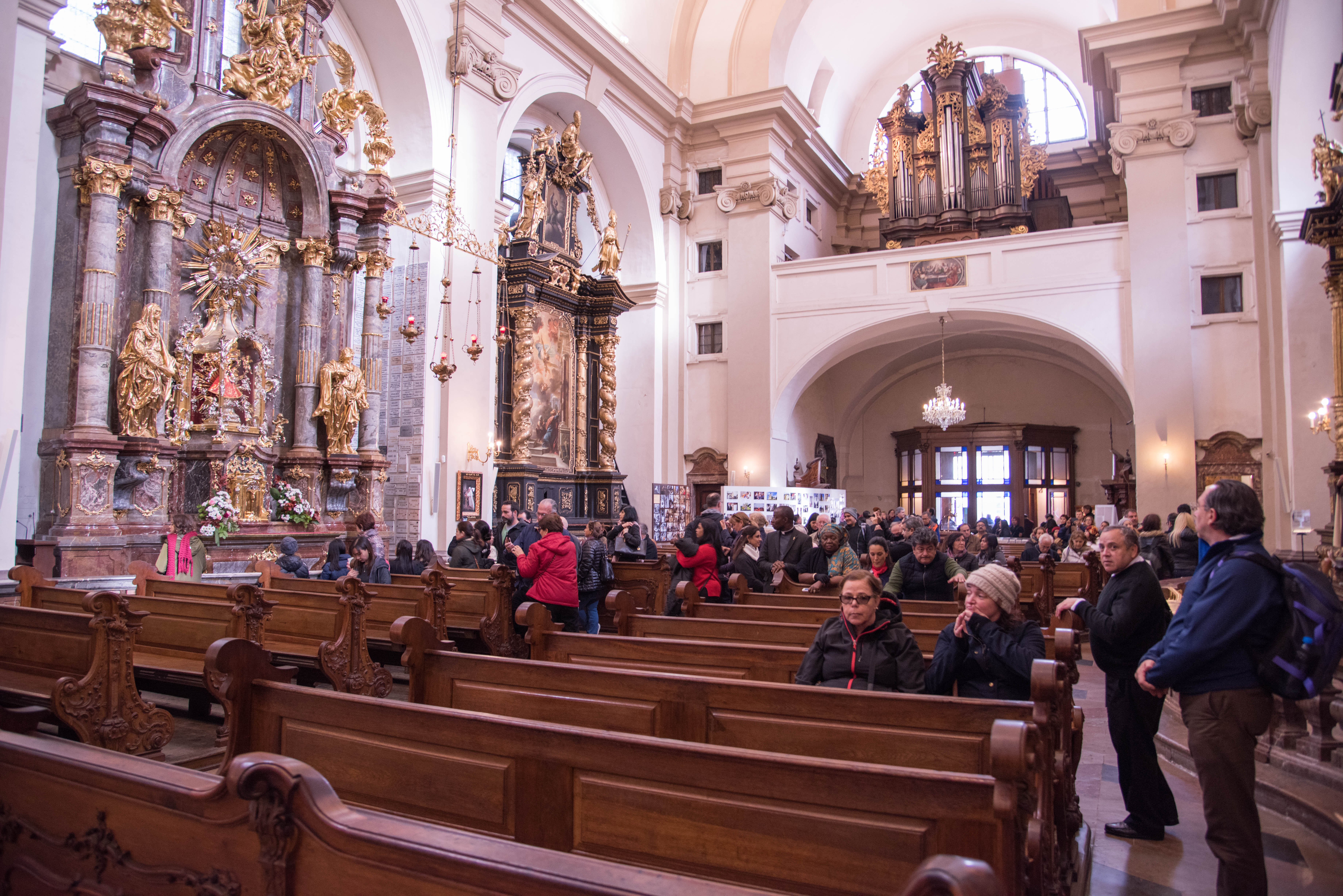
Binnenzicht van de kerk

Het Kindje Jezus van Praag (Tsjechisch: Pražské Jezulátko) is een van de beroemdste miraculeuze beelden van Jezus ter wereld. Het bevindt zich in de Kerk van Maria van de Overwinning (Maria Victoriakerk - Kostel Panny Marie Vítězné) in het Karmelietenklooster in Praag. Het beeld is een 47 cm hoog wassen beeld uit de Renaissance en stelt het kindje Jezus voor op de leeftijd van ongeveer drie jaar.
Het is het werk van een onbekende kunstenaar uit de 16e eeuw. Het houten beeld is bedekt met een gekleurde laag was. Het kindje Jezus zegent met zijn rechterhand, in zijn linker houdt hij de bol met een kruis vast, het symbool van de wereldheerschappij. Zijn gezichtsuitdrukking en krullend haar wijzen op zijn Spaanse afkomst.

## Geschiedenis
Volgens de overlevering zou het beeld in de 12e eeuw gesneden zijn door een monnik in een klooster tussen Sevilla en Cordoba. Het werd zelfs beschouwd als eigendom van de heilige Theresia van Ávila. Dit is echter twijfelachtig; waarschijnlijk werd het beeld pas in het midden van de 16e eeuw in Spanje gemaakt. Oorspronkelijk was het beeld eigendom van de Spaanse adellijke familie Manrique de Lara. Toen Maria Manrique de Lara in 1555 trouwde met Vratislav von Pernstein, de hoogste kanselier van Bohemen, kreeg zij het beeld van haar familie als huwelijksgeschenk en zo kwam het beeld in Bohemen terecht.
Nadat haar kleinzoon Vratislav Eusebius von Pernstein in 1631 geen erfgenamen had, schonk zijn tante Polyxena von Lobkowicz het beeld, dat tot dan toe een familieschat was geweest, aan het Karmelietenklooster van Praag. Kort daarna werden talrijke wonderen van het beeld opgetekend, waaronder vele genezingen. Sindsdien wordt het in een zilveren schrijn op het rechter altaar van de Kerk van Maria van de Overwinning bewaard en als wonderbaarlijk vereerd.
Tijdens de Dertigjarige Oorlog werd het klooster geplunderd door de Saksen en werden de handjes van de Jezusfiguur afgehakt. In 1637 zorgde de karmeliet Nicolaas Schockwillerg voor de herstelling en zorgde ervoor dat het beeldje weer werd opgesteld. In de volgende jaren zou het Praagse Kind Jesus wonderbaarlijke effecten hebben. In 1655 werd het plechtig gekroond door de toenmalige hulpbisschop van Praag. De herhaling van dit kroningsfeest wordt jaarlijks gevierd op de eerste zondag van mei. Elk jaar komen ongeveer een miljoen pelgrims om het wonderbaarlijke beeld van het Kindje Jezus in Praag te zien.

## Kleding
Het is een oud gebruik om devotieoffers van gewaden te geven aan het Kind Jezus en het op die manier aan te kleden. Momenteel telt het beeld ongeveer 100 verschillende gewaden uit de hele wereld. Het oudste kleed, een geschenk van keizer Ferdinand III, dateert uit het midden van de 17e eeuw en is versierd met klatergoudborduurwerk.
Het meest waardevolle is een kleed bezet met diamanten, parels en granaten; het is een van de ongeveer twintig uitrustingsstukken die de Boheemse koningin en Oostenrijkse aartshertogin Maria Theresia zelf zou hebben geborduurd. Het gewaad van het genadebeeld wordt gekozen naargelang de tijd van het kerkelijk jaar of de aard van een feest.

## Kroon
Het Praagse Kind Jesus wordt ook getooid met verscheidene gouden kronen. De eerste kroon werd in 1654 gemaakt door Bernhard Ignatz Borzita von Martinic, de opperburggraaf van Bohemen. Andere dateren uit de 18e eeuw; ze werden gemaakt in Praagse goudsmederijen. De meest recente kroon is van paus Benedictus XVI, die het beeldje vereerde met een nieuwe pauselijke kroning tijdens zijn bezoek op 26 september 2009. In de rococo-periode werd ook een pruik aan het beeld toegevoegd. Anno 2025 draagt het beeldje de gouden kroon, door Paus Benedictus geschonken

## Verering In België
Er bestaan vele replica's wereldwijd van het Kind Jezus. Er zijn plaatselijke bedevaarten naar het Kindje Jezus van Praag ontstaan, zoals in het heiligdom van het Kindje Jezus in Brussel.
Het Kind Jezus van Praag wordt vereerd in Horion-Hozémont, bij Luik. In dit diocesane heiligdom wordt elke derde zondag van de maand om 15 uur een bedevaart georganiseerd: gebed van de Kleine Kroon, hymnen, consecratie en zegening van de kinderen. De mis wordt er elke zondag om 10.30 uur opgedragen. Het hele jaar door worden de pelgrims ontvangen door een gemeenschap van nonnen die behoren tot de Congregatie van de Amantes de la Croix.
Er is ook een devotie tot het Kind Jezus van Praag in Sint-Genesius-Rode en in Croix-lez-Rouveroy, bij Binche.

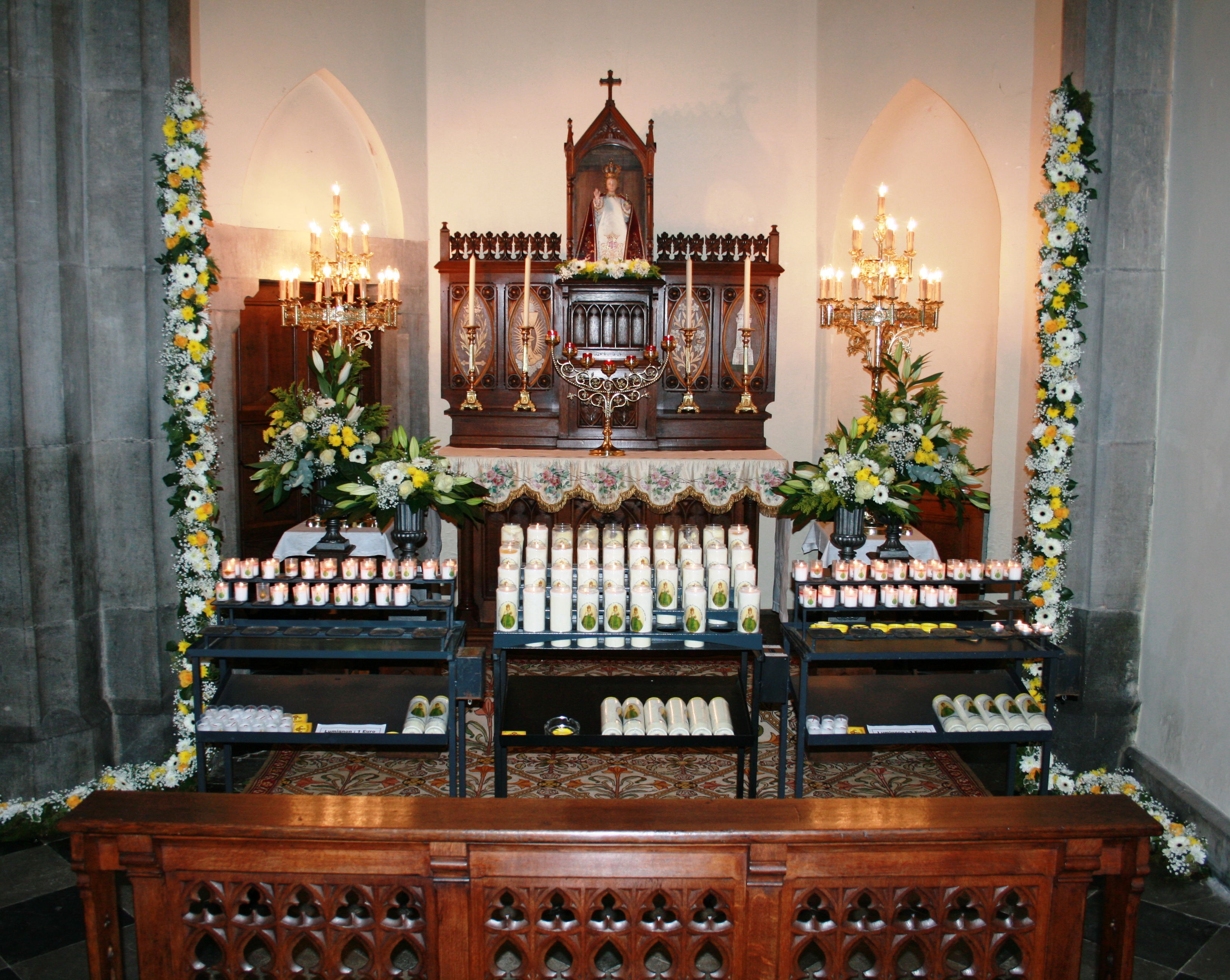
Kindje Jezus van Praag in Horion-Hozémont
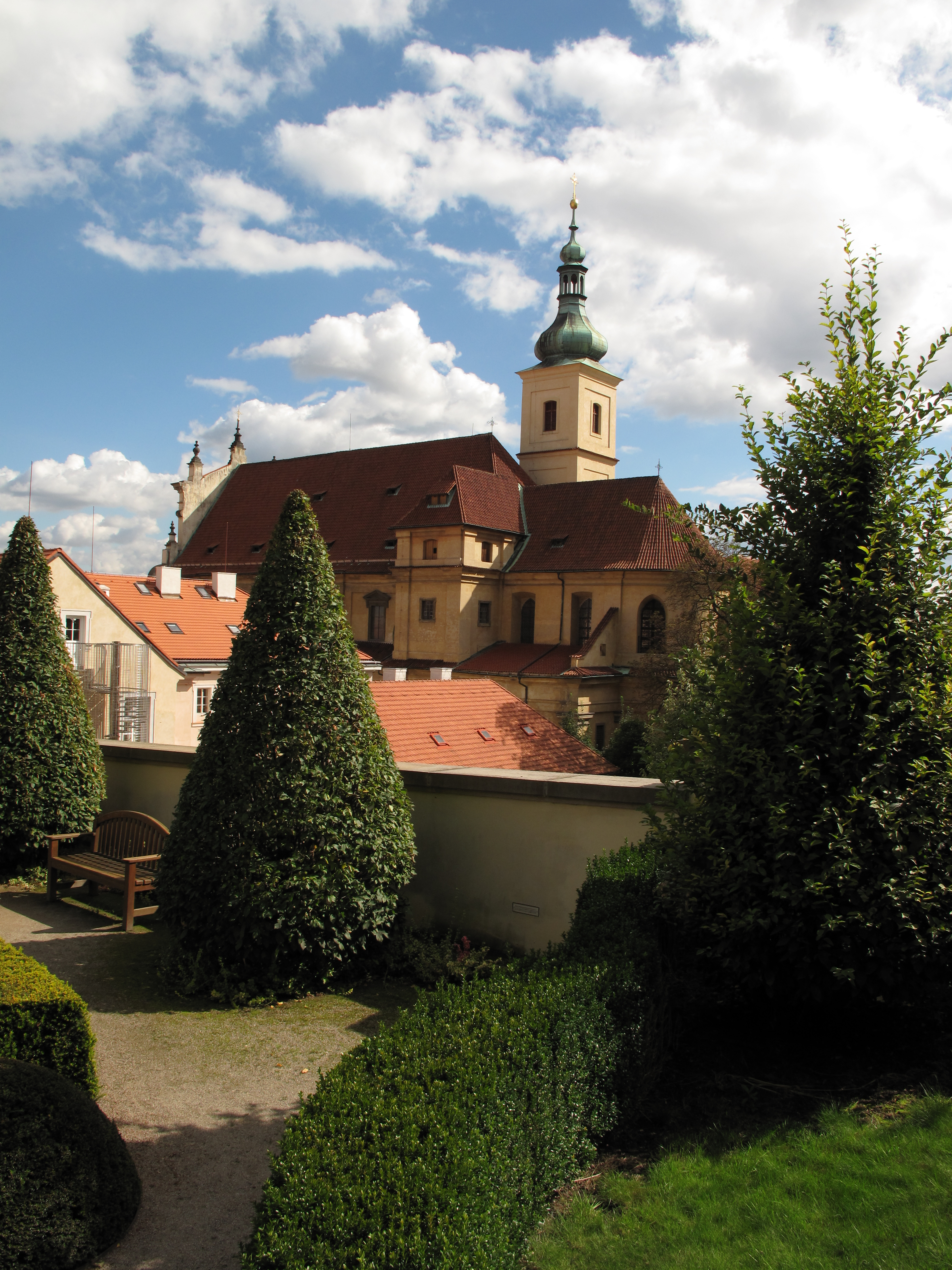
De kerk van Onze-Lieve-Vrouw-overwinnaar, in Malá Strana